# Callispa puella
Callispa puella es un coleóptero de la familia Chrysomelidae.
Fue descrita científicamente por primera vez en 1919 por Gestro.